# Johann Daniel Klette
Johann Daniel Klette, auch Klett (* 8. Mai 1632 in Suhl; † 14. Juni 1700 in Lübeck) war Kaufmann und Ratsherr der Hansestadt Lübeck.

## Leben
Der aus Thüringen nach Lübeck zugewanderte Kaufmann Johann Daniel Klette war Mitglied der Korporation der Lübecker Schonenfahrer. Er wurde aus deren Reihen 1695 in den Lübecker Rat erwählt. Zwei Jahre nach seinem Tod wurde ihm von seiner Witwe 1702 ein hölzernes Epitaph in der Lübecker Marienkirche gesetzt, welches vom Aufbau her dem Epitaph des Bürgermeisters Johann Siricius glich. Es ist beim Luftangriff auf Lübeck 1942 verbrannt.